# Come to My Garden
| Оценки критиков | Оценки критиков |
| Источник        | Оценка          |
| --------------- | --------------- |
| AllMusic        | [ 1 ]           |
| Billboard       | без оценки      |
| Cashbox         | без оценки      |

Come to My Garden — дебютный студийный альбом американской певицы Минни Рипертон, выпущенный в 1970 году на лейбле GRT Records.

## Контент
Автором всех песен и продюсером альбома стал Чарльз Степни, участник группы Rotary Connection, из которой также вышла и Рипертон. Репертуар заметно отличается от того, которого придерживалась группа: вместо рока на альбоме можно услышать джазовые и лёгкие аранжировки с лирическими текстами. В написании песен также принял участие муж Рипертон Ричард Рудольф.
По неизвестным причинам на обложке альбома первая песня указана как «Les Fleur», хотя правильное французское написание для «La Fleur» (с фр. — «цветок») будет «Les Fleurs». В более поздних переизданиях и сборниках используется исправленное написание.

## Релиз
В 1970 году, когда альбом был выпущен впервые, он не вызвал особого коммерческого интереса. В 1974 году был выпущен второй альбом певицы, который привлёк внимание к её творчеству, тогда же дебютный альбом был переиздан и он смог попасть на 160 позицию в Billboard 200.

## Отзывы критиков
Альбом был положительно оценён критиками. Джейсон Энкени из AllMusic присудил альбому четыре с половиной звезды из пяти, а также отметил, что это лучший альбом исполнительницы. По его словам, в нём нет той сладкой перенасыщенности, что в последующих работах, а элегантные аранжировки Чарльза Степни служат идеальным фоном для парящего вокала Рипертон. Положительно об альбоме отозвались в таких изданиях как Billboard и Cashbox.

## Список композиций
| №  | Название                   | Автор(ы)                      | Длительность |
| -- | -------------------------- | ----------------------------- | ------------ |
| 1. | «Les Fleur»                | Чарльз Степни, Ричард Рудольф | 3:18         |
| 2. | «Completeness»             | Чарльз Степни, Роуз Джонсон   | 3:32         |
| 3. | «Come to My Garden»        | Чарльз Степни                 | 3:19         |
| 4. | «Memory Band»              | Чарльз Степни                 | 4:05         |
| 5. | «Rainy Day in Centerville» | Чарльз Степни, Ричард Рудольф | 5:22         |

| №  | Название                       | Автор(ы)                      | Длительность |
| -- | ------------------------------ | ----------------------------- | ------------ |
| 1. | «Close Your Eyes and Remember» | Чарльз Степни, Ричард Рудольф | 3:38         |
| 2. | «Oh, By the Way»               | Чарльз Степни, Ричард Рудольф | 2:58         |
| 3. | «Expecting»                    | Чарльз Степни, Джон Стоклин   | 3:51         |
| 4. | «Only When I’m Dreaming»       | Чарльз Степни, Сидни Барнс    | 3:24         |
| 5. | «Whenever, Wherever»           | Чарльз Степни, Роуз Джонсон   | 3:34         |

## Чарты
| Чарт (1974)         | Высшая позиция |
| ------------------- | -------------- |
| США (Billboard 200) | 160            |